# Ukrainische Botschaft in Sofia
Die Ukrainische Botschaft in Sofia ist die diplomatische Vertretung der Ukraine in Bulgarien. Das Botschaftsgebäude befindet sich im «Ovcha Kupel», ul. Boryana 29 in Sofia. Ukrainischer Botschafter in Bulgarien ist seit September 2018 Witalij Moskalenko.

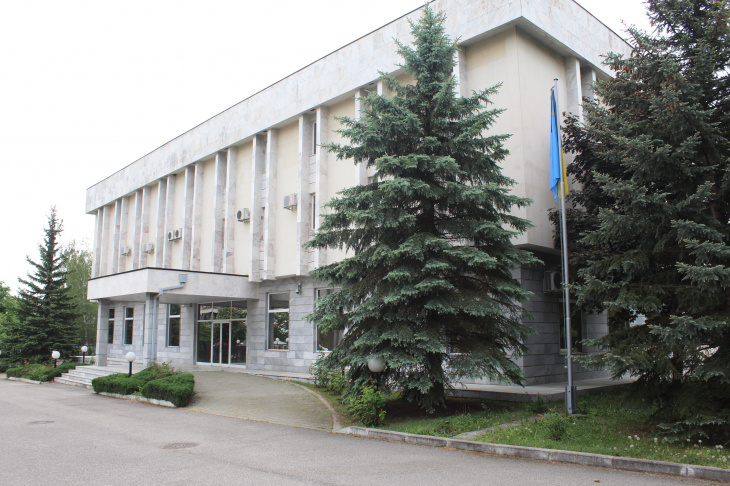
Botschaftsgebäude

## Geschichte

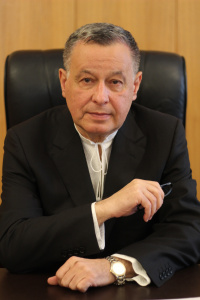
Witalij Moskalenko, Botschafter seit 2018

Mit dem Zerfall des Zarenreichs entstand 1918 erstmals ein ukrainischer Nationalstaat. Bulgarien erkannte den Ukrainischen Staat an. Dmytro Illitsch Scheludko war 1918 der erste Missionschef in Bulgarien. Im Russischen Bürgerkrieg eroberte die Rote Armee den größten Teil der Ukraine und diese wurde als Ukrainische Sozialistische Sowjetrepublik in die Sowjetunion eingegliedert.
Nach dem Zerfall der Sowjetunion erklärte sich die Ukraine im August 1991 für unabhängig. Bulgarien erkannte die Ukraine am 5. Dezember 1991 als unabhängigen Staat an und nahm am 13. Dezember desselben Jahres die diplomatische Beziehungen auf. Die Botschaft in Sofia wurde 1993 eröffnet. Als erster Botschafter war Oleksandr Worobjow akkreditiert.
Nach der letzten Volkszählung von 2011 lebten 1790 Ukrainer in Bulgarien. Seit 1998 werden die Bulgarisch-Ukrainischen Nachrichten («Болгарсько-українські вісті») online publiziert.

## Konsulareinrichtungen der Ukraine in Bulgarien
- Konsularabteilung der Botschaft der Ukraine in Sofia
- Generalkonsulat in Warna

## Botschaftsgebäude in Bulgarien
Sitz der Botschaft ist im Wohnkomplex жк «Овча купел», ул. Боряна 29 («Ovcha Kupel», ul. Boryana 29) im Südwesten der bulgarischen Hauptstadt. 

## Botschafter und Gesandte der Ukraine in Bulgarien
- Dmytro Scheludko (1918)
- Oleksandr Schulhyn (1918)
- Fedir Schulha (1919)
- Wassyl Drahomyrezkyj (1919–1921)
- Kostjantyn Mazijewytsch (1921–1923)

- Oleksandr Worobjow (1993–1998)
- Wjatscheslaw Pochwalskyj (1998–2004)
- Jurij Rylatsch (2004–2006)
- Ljubow Nepop (2006–2007, in Vertretung)
- Wiktor Kalnyk (2007–2011)
- Mykola Baltaschy (2011–2018)
- Witalij Moskalenko (2018–)